# Poésie multimédia
La poésie multimédia, ou poésie cinétique, est une poésie qui utilise toutes les possibilités offertes par le multimédia : son, images (animées) et interactivité. Elle fait de par sa constitution le plus souvent appel à la programmation et plus précisément à des logiciels de modélisation. Alors que la poésie visuelle était avant tout destinée à être exposée la poésie multimédia utilise principalement les moyens mis à disposition par l'informatique. Son aboutissement logique est la vidéo poésie.